# Sapranthus violaceus
Sapranthus violaceus (Dunal) Saff. – gatunek rośliny z rodziny flaszowcowatych (Annonaceae Juss.). Występuje naturalnie na obszarze od Meksyku aż po Panamę. 

## Morfologia
PokrójZrzucające liście drzewo dorastające do 10 m wysokości. Młode pędy są owłosione.
LiścieMają kształt od eliptycznego do odwrotnie owalnego. Mierzą 3–30 cm długości oraz 2–12 szerokości. Są owłosione od spodu. Nasada liścia jest klinowa. Wierzchołek jest spiczasty lub tępy. Ogonek liściowy jest owłosiony i dorasta do 3–13 mm długości.
KwiatySą pojedyncze. Rozwijają się na szczytach pędów. Działki kielicha mają owalny lub trójkątny kształt i dorastają do 6–18 mm długości. Płatki mają eliptyczny lub podłużny kształt. Dorastają do 5,5–13,5 mm długości. Mają 13–22 słupków. Kwiaty wydzielają nieprzyjemny zapach.
OwoceSą pojedyncze, omszone. Mają kształt od odwrotnie jajowatego do podłużnego. Osiągają 4,5–7 mm długości oraz 2–3 mm średnicy.

## Biologia i ekologia
Rośnie w lasach liściastych zrzucających liście. Występuje na wysokości do 1200 m n.p.m. Kwitnie od stycznia do sierpnia, natomiast owoce pojawiają się od kwietnia do lutego